# Hugonin de Navarre
Hugonin (ou Huguenin, ou même Gonin, sachant que cette dernière graphie correspond peut-être à une erreur du copiste) de Navarre est un sculpteur du XVe siècle. Il est connu pour avoir réalisé au moins les trois sculptures qui ornent le pignon de la primatiale Saint-Jean de Lyon.

## Biographie
Il aurait vécu de 1452 à 1499.
Les différents documents médiévaux évoquant Hugonin parlent d'un « Tailleur d’images » ou d'un « imagineur », mais aussi d'un « maître maçon »,.
Durant le temps où il œuvre sur le chantier lyonnais, il demeure dans la « rue tirant du Gorguillon à Saint-George » (c'est-à-dire dans la montée des Épies ou bien la rue Armand-Caillat).

## Réalisations
Le nom d'Hugonin de Navarre est attaché aux trois statues ornant le pignon de la façade occidentale de la primatiale Saint-Jean de Lyon. Ces trois statues représentent respectivement Dieu le Père (statue du sommet du gable), Marie et l'archange Gabriel (statues du pied du pignon),.
Toutefois, ce ne sont pas les statues originales qui sont actuellement en place. Ces dernières ont été détruites et les statues ont été refaites d'après modèles au XIXe siècle. Les nouvelles sculptures ont été réalisées par Joseph-Hugues Fabisch en 1867.

Statues du gable de la cathédrale
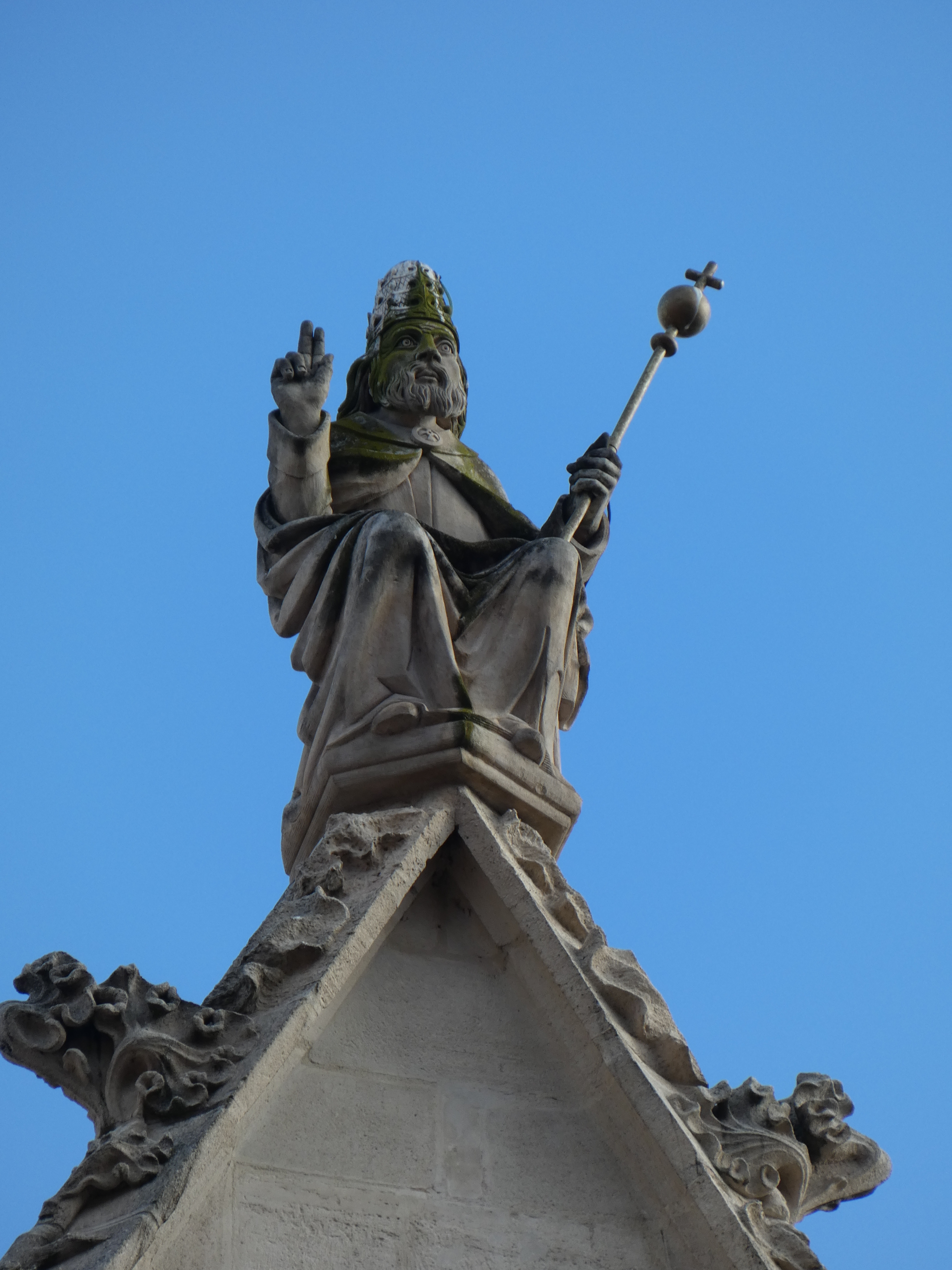
Dieu le Père